# Roodharigendag

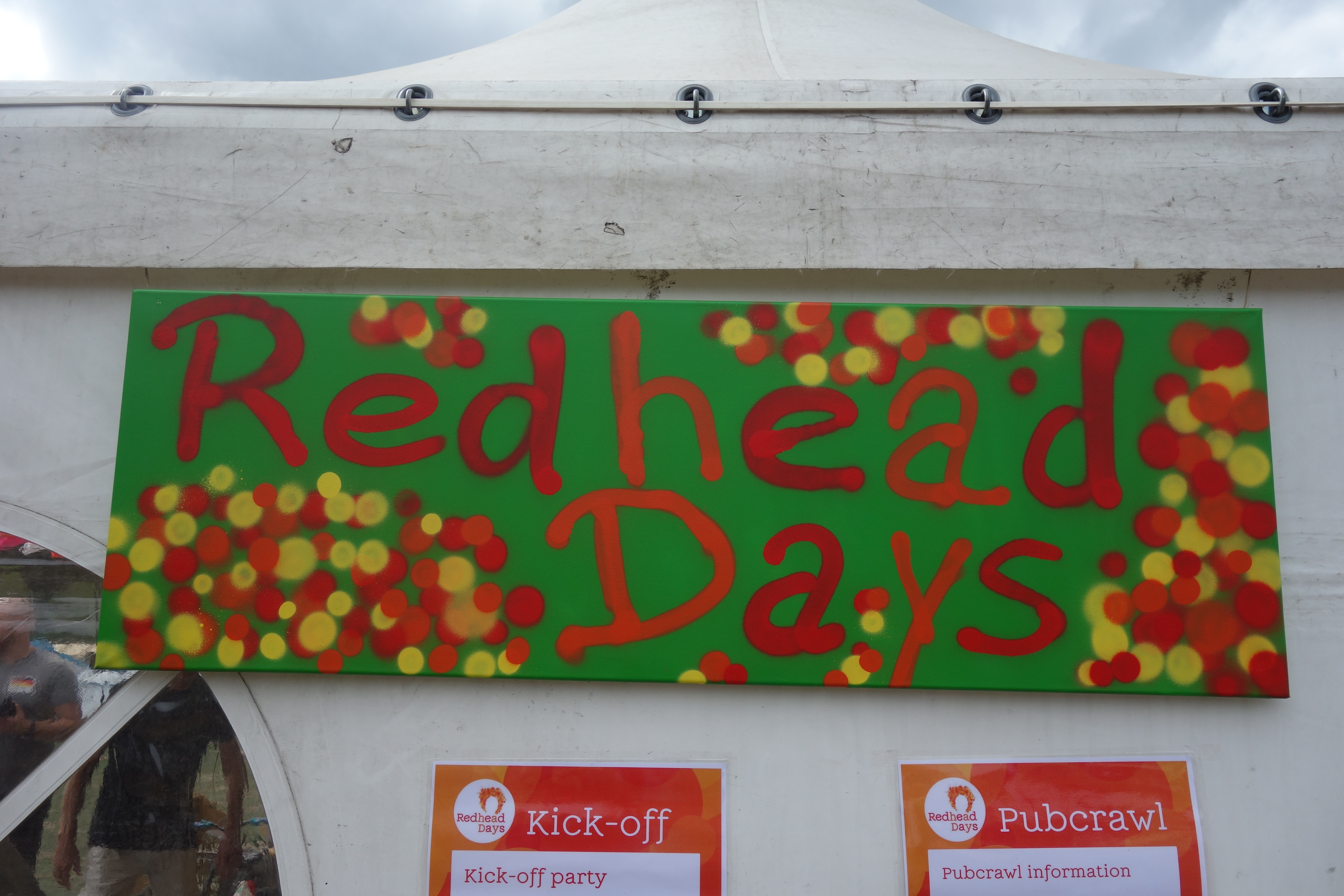
Roodharigendagen (Tilburg, 2022)

De Roodharigendag, sinds 2012 internationaal officieel bekend als Redhead Days, is een jaarlijks evenement dat wordt gehouden in Nederland in het laatste weekend van augustus. Doel van de organisatie is mensen met rood haar massaal bijeen te laten komen. Het evenement trekt bezoekers uit de hele wereld. Jaarlijks is er een thema met aandacht voor rood haar en roodharigen op het gebied van ontspanning, kunst en cultuur. Tot 2018 werd het evenement in de stad Breda georganiseerd, daarna werd Tilburg de plaats van samenkomst. Er komen jaarlijks duizenden bezoekers, tot (volgens de organisatie) wel 40.000 aanwezigen.

## 1979

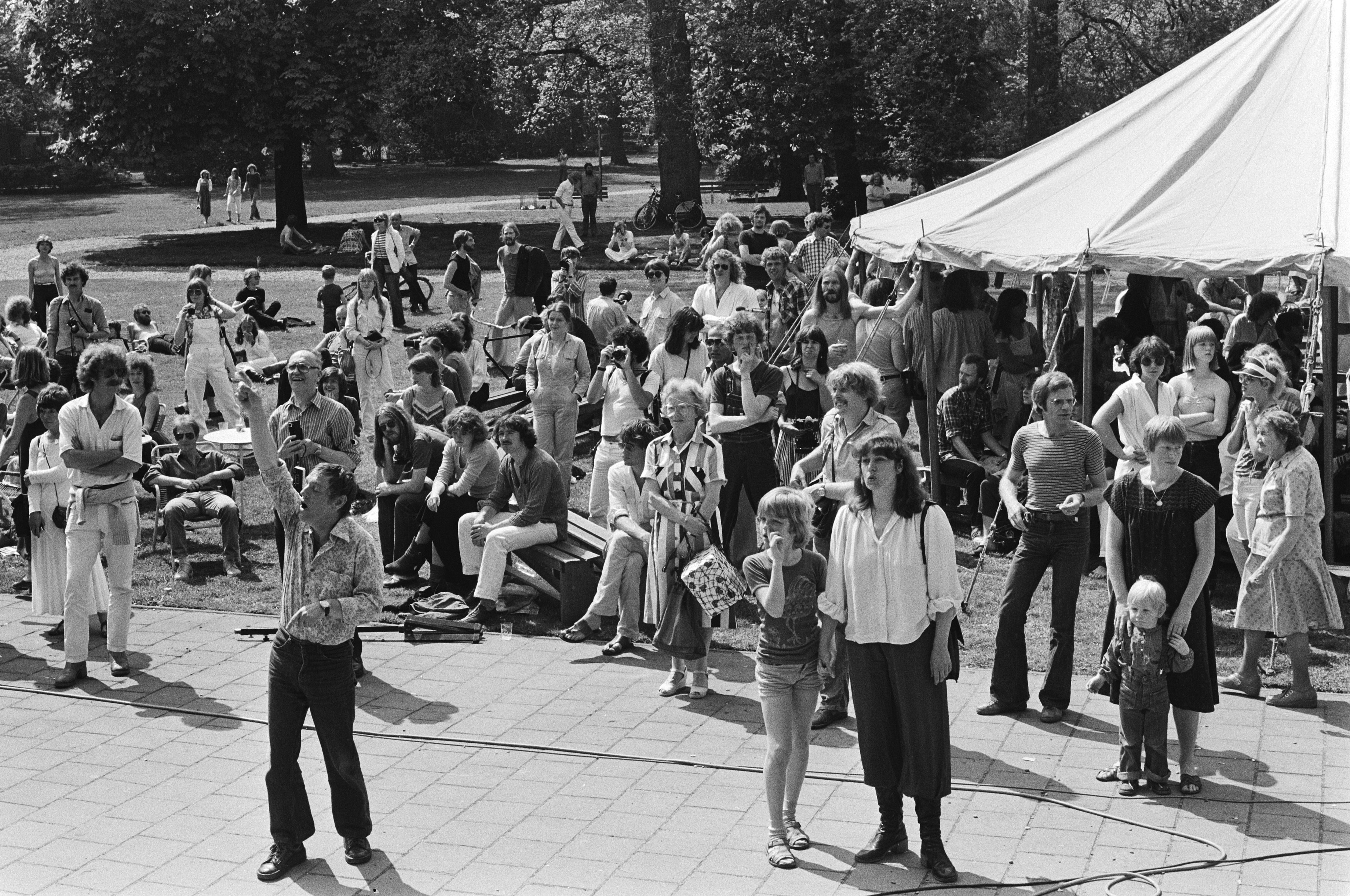
Roodharigendag 1979, Baarn

Al in 1979 werd in Nederland "de eerste officiële landdag voor roodharigen" gehouden. De dag werd op 16 mei 1979 gevierd in de Pekingtuin in Baarn, was georganiseerd door de VPRO en werd rechtstreeks op de radio uitgezonden, met Djoeke Veeninga als presentatrice. Het bleef jarenlang een eenmalige gebeurtenis.

## 2005
Kunstschilder en organisator Bart Rouwenhorst zette in 2005 een oproep in de krant voor roodharige vrouwen en meisjes om model te staan voor zijn schilderijen.
Uitgangspunt was het vinden van 15 modellen. Er werd echter massaal gereageerd. Zo massaal dat Rouwenhorst besloot samen met Jan Eijsbouts, eigenaar van cultureel centrum InDeBrouwerij, een heuse Roodharigendag te organiseren.
Deze Roodharigendag werd gehouden op 24 september 2005 in Asten.
Op deze dag waren er diverse fotoshoots, bracht operazangeres Annelie Brinkhof haar zang ten gehore en werden er groepsfoto’s van de 150 roodharigen gemaakt vanuit een hoogwerker.

## 2007

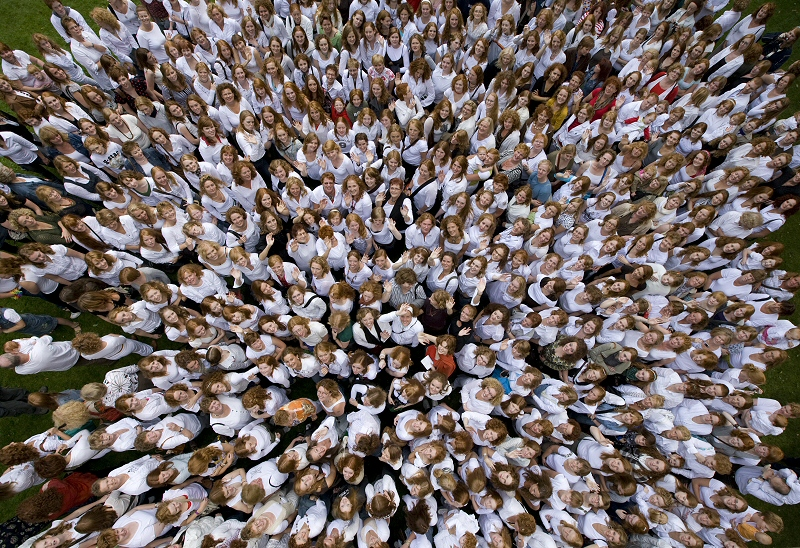
Roodharigen poseren in 2007

De Roodharigendag wordt voor de tweede keer georganiseerd. De belangstelling was ditmaal groter; zo'n 600 roodharigen kwamen bijeen in Breda. De activiteiten van deze dag vonden plaats in en om de Grote kerk. In de kerk waren exposities van 16 fotografen en 1 schilder, met in totaal 85 kunstwerken. Wetenschapper Tim Wentel gaf een lezing over de herkomst en medische betekenis van rood haar, van genetische achtergronden tot fabels en feiten die er over roodharigen bekend zijn. Verder waren er fotoshoots door professionele fotografen. De massale fotoshoot in het Valkenbergpark was het hoogtepunt van de dag. Hier stonden 581 roodharigen model voor diverse groepsfoto's door Bart Rouwenhorst en werd door de media het evenement vastgelegd.

## 2008

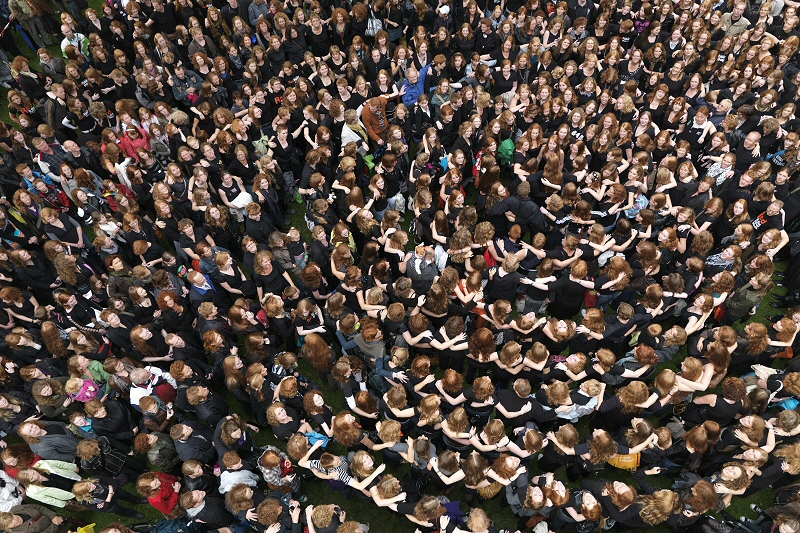
Roodharigen poseren in 2008

In 2008 waren er duizenden roodharigen uit 15 landen. Door een kunstcommissie waren 40 kunstenaars geselecteerd welke tijdens de RH08-expo van 24 augustus tot en met 7 september hun werken lieten zien. Het thema van deze expositie was 'Rood haar, sproetjes, roodharigen en identiteit'.
Net als voorgaande jaren was er een fotoshoot waarbij alle aanwezige roodharigen gezamenlijk op de foto gingen. Verder was de dag gevuld met creatieve, muzikale en culinaire activiteiten.

## 2009
De vierde editie van de Roodharigendag werd bezocht door duizenden roodharigen uit de hele wereld, onder wie een Mexicaanse en een Australische deelnemer. De groepsfoto werd weer in het Valkenbergpark genomen. Daarnaast was er ook een modeshow door diverse ontwerpers, muziekoptredens, lezingen en fotoshoots. Het evenement haalde meer dan honderd Duitse kranten en werd verslagen door tv-ploegen van onder meer de BBC.

## 2010
De vijfde editie van de Roodharigendag trok zo'n 4.000 roodharigen uit de hele wereld. Het hoogtepunt was de groepsfoto op 5 september. Deze keer er waren filmploegen uit meerdere landen, waaronder een van het Russische nieuws. Omdat er steeds meer mensen uit de hele wereld komen krijgt het evenement een meer internationale sfeer. Er waren groepen Italianen, Fransen en Duitsers die met T-shirt en vlaggen uitdroegen waar ze vandaan kwamen. De zeven hotels in de binnenstad van Breda waren voor het weekend allemaal volgeboekt.

## 2011
In 2011 duurde het evenement voor het eerst drie dagen; op vrijdagavond 2 september was er een informele opening voor de organisatoren en een aantal gasten uit Nederland, Duitsland, Engeland, Ierland en de Verenigde Staten. Hoewel er regen was voorspeld, was de opkomst even groot als in 2010. Het aantal fotoshoots was uitgebreid.

## 2012

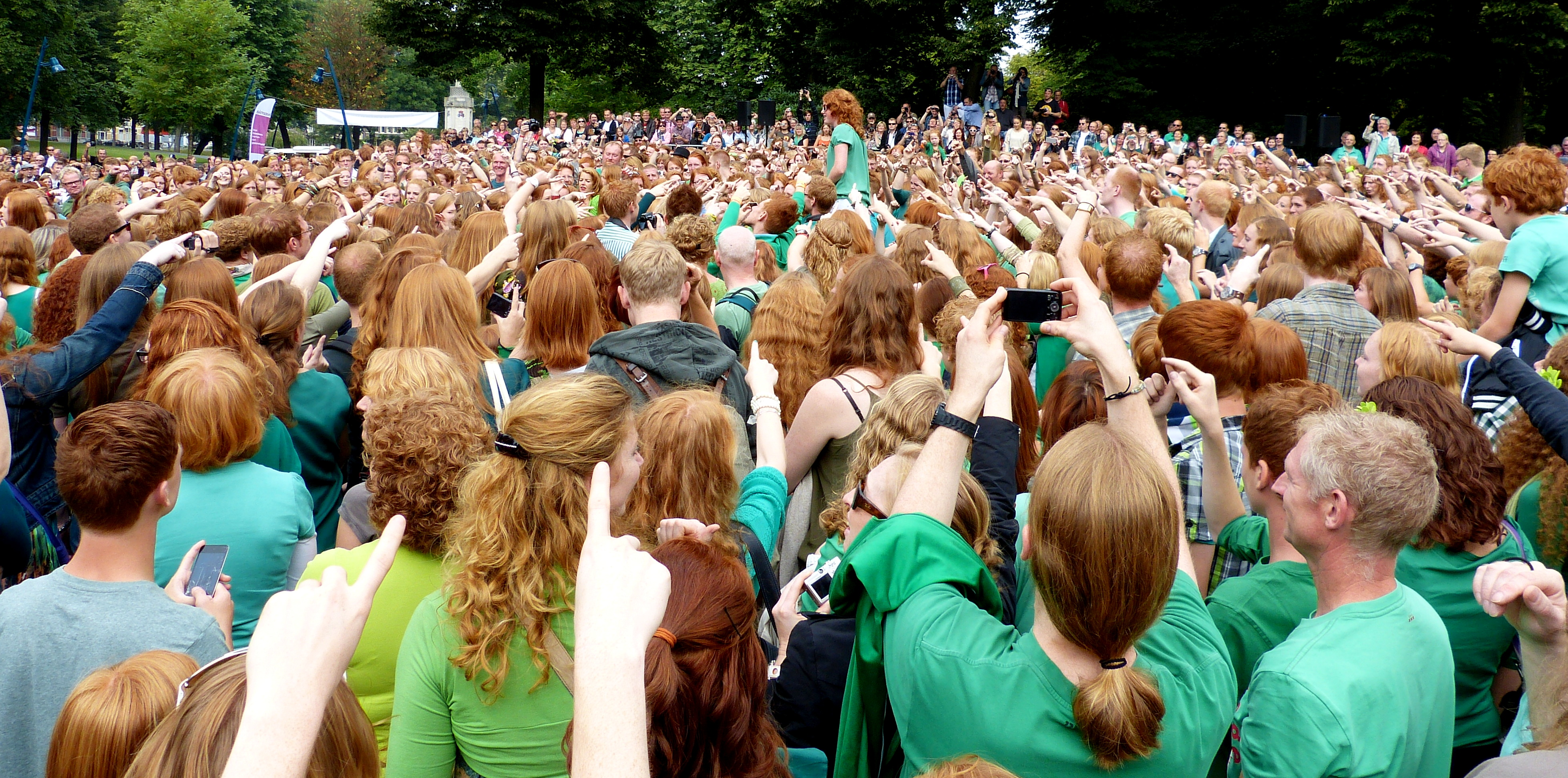
Redhead Days 2012

Vanwege de internationale belangstelling werd de naam van de bijeenkomst in 2012 officieel gewijzigd in 'Redhead Days'. Dit keer werd het evenement geopend met een feest in Mezz Breda op vrijdagavond. Hier werd een verkorte versie van de documentaire 'Being Ginger' vertoond en speelde de band 'Convoi Exceptional'. Tijdens deze editie werd het wereldrecord roodharigen op één plek verbroken met 1255 roodharigen die 10 minuten bij elkaar stonden. Er kwamen volgens de organisatie tussen de 4000 en 5000 roodharigen uit meer dan 60 landen bijeen.

## 2013
Voor het eerst in de geschiedenis van het evenement werden de activiteiten deels bekostigd middels crowdfunding. Voor de tweede maal werd het festival geopend met een bijeenkomst in Mezz, waar 'Vanessa Voss & Band' optrad en de korte film 'Luim MC1R' van regisseur Tjepke Zijlstra werd vertoond. De documentaire Being Ginger werd tweemaal vertoond in een uitverkocht Chassé Theater. Op zondag 1 september 2013 werd het in 2012 gestelde wereldrecord "roodharigen op één plek" verbroken. Een jurylid van Guinness Book of World Records was aanwezig om de recordpoging te beoordelen en bekend te maken dat er met 1.672 roodharigen een nieuw record was gevestigd.

## 2014
De bezoekers hadden gekozen voor het thema 'Wonderland' en de kleur paars voor kleding. Nieuw waren een eindfeest, een speed meet en een high tea. Ook vonden er enkele ballonvaarten plaats. In de Grote Kerk was een foto-expositie van Thomas Knights' "RED HOT" project. Op diverse locaties in de binnenstad vonden andere, kleinere exposities plaats. Evenals het voorgaande jaar werd de film Being Ginger vertoond. Diverse cameraploegen waren aanwezig om opnames te maken voor nieuwe documentaires.
De officiële opening op zondagmorgen werd uitgevoerd door minister Ronald Plasterk, die vertelde vanuit zijn achtergrond als moleculair geneticus affiniteit te hebben met rood haar. Plasterk overzag eveneens de traditionele groepsfoto en maakte bekend dat er met 1.714 roodharigen een nieuw record was gevestigd. Volgens de organisatie trok het evenement dit jaar circa 6000 roodharigen uit 80 landen naar Breda.

## 2015 jubileumjaar met Vincent van Gogh
De tiende aflevering van de roodharigendagen had als thema Vincent van Gogh omdat de roodharige schilder 125 jaar geleden overleed.

## 2016 Multicoloured Red
De elfde editie van het festival had als themakleur rood. De groepsfoto werd in de Willemstraat gehouden en de foto werd vanaf het treinstation in de richting van het Valkenbergpark gemaakt.

## 2017 Global Friendship
De twaalfde aflevering van het festival had als thema Global Friendship.

## 2018 Umbrella edition en verhuizing festival
De dertiende editie van het festival had te lijden onder slecht weer en constante regen. Desondanks was het een mooie editie, waarbij de lokale horeca goede zaken deed. Verzekeraar AON hielp het festival dit jaar en deelde onder andere worstenbroodjes uit.

## Verhuizing festival
De dertiende editie was de laatste editie van het festival in Breda. De reden dat het festival uit Breda vertrok was omdat de organisatie zich niet kon vinden in de manier waarop in Breda subsidie werd verdeeld: het Bredase subsidiebeleid werd als oneerlijk en vriendjespolitiek ervaren. Deze misstanden trof ook andere organisaties in Breda. in 2019 later werd gemeente Breda door de rechter veroordeeld wegens de schijn van vooringenomenheid in een vergelijkbare subsidietoekenning. Kandidaatsteden die door organisatoren zijn bezocht om het festival naar toe te verhuizen waren Amersfoort, Dordrecht, Tilburg, Leeuwarden en Utrecht. Tilburg werd gekozen.

## 2019 Tilburg

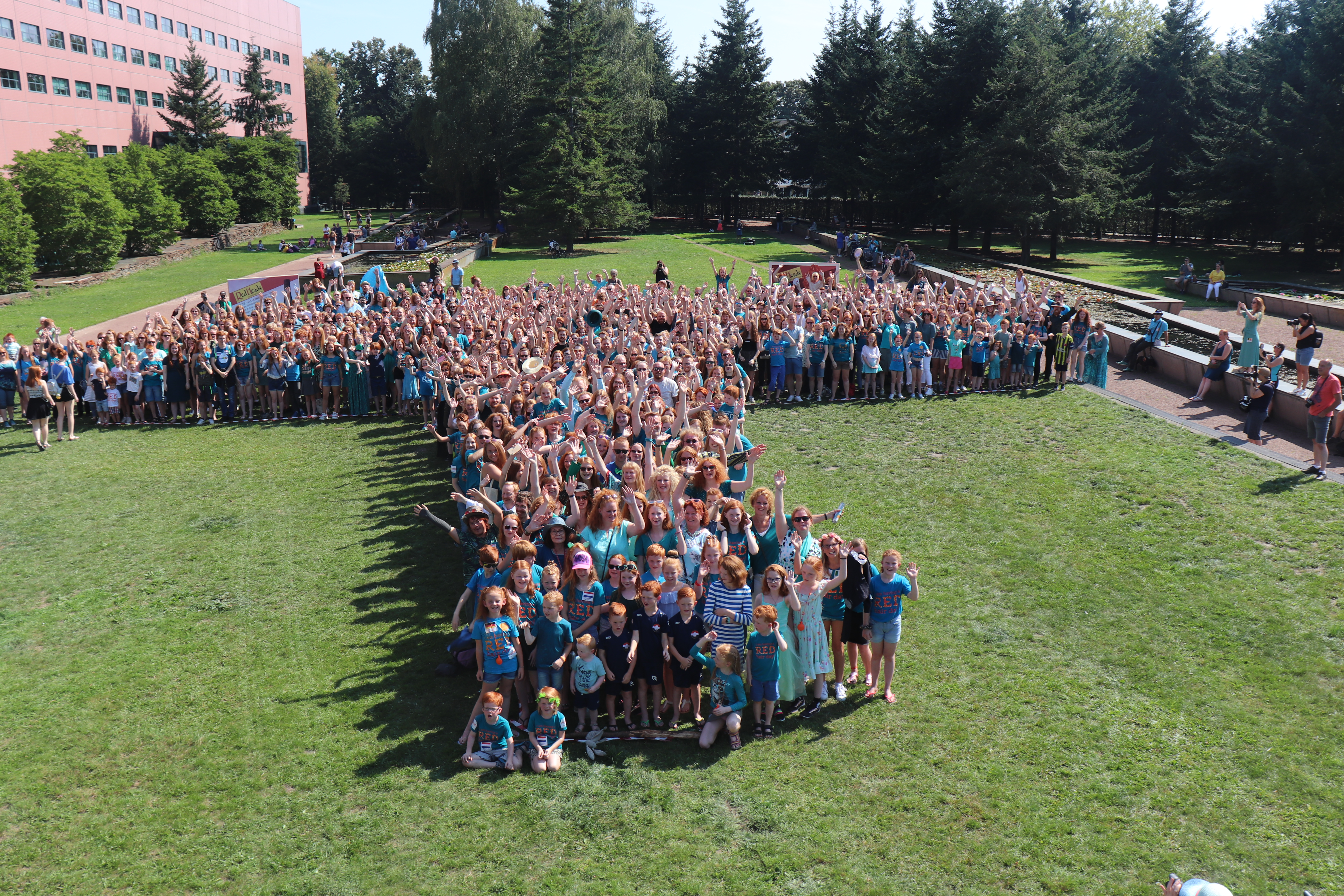
Redhead Days 2019 groepsfoto

De veertiende aflevering van het festival was in Tilburg in het laatste weekend van augustus en de themakleur was blauw. Het hart van het Redhead Days festival was dit jaar op het Pieter Vreedeplein, de groepsfoto werd in het Tivolipark gehouden, de traditionele kroegentocht op de Korte Heuvel, de lezingen in de LocHal, de festivalcamping in het Spoorpark.

## 2020 afgelast
In 2020 werd er door de uitbraak van corona geen festival georganiseerd. Gemeente Tilburg steunde de organisatie in dit lastige jaar.

## 2021 de 14.5 editie
Of het festival in 2021 door kon gaan bleef lang onzeker, omdat er veel festivals werden afgelast door de geldende coronaregels. De themakleur was donkergrijs. Op de traditionele groepsfoto stonden 240 roodharigen, uit vijf continenten. De groepsfoto werd in het Spoorpark, op de tribune gehouden, omdat het dit jaar verplicht was om te placeren. Het festival haalde publiciteit in het Jeugdjournaal, maar ook in ABCNews, een Amerikaanse nieuwszender. Voor het eerst werd in de Verenigde Arabische Emiraten over het festival gepubliceerd. Ondanks de corona-regels en de moeilijkheid om te reizen, waren alle hotels in Tilburg dit weekend uitverkocht.

## 2022 jubileumjaar

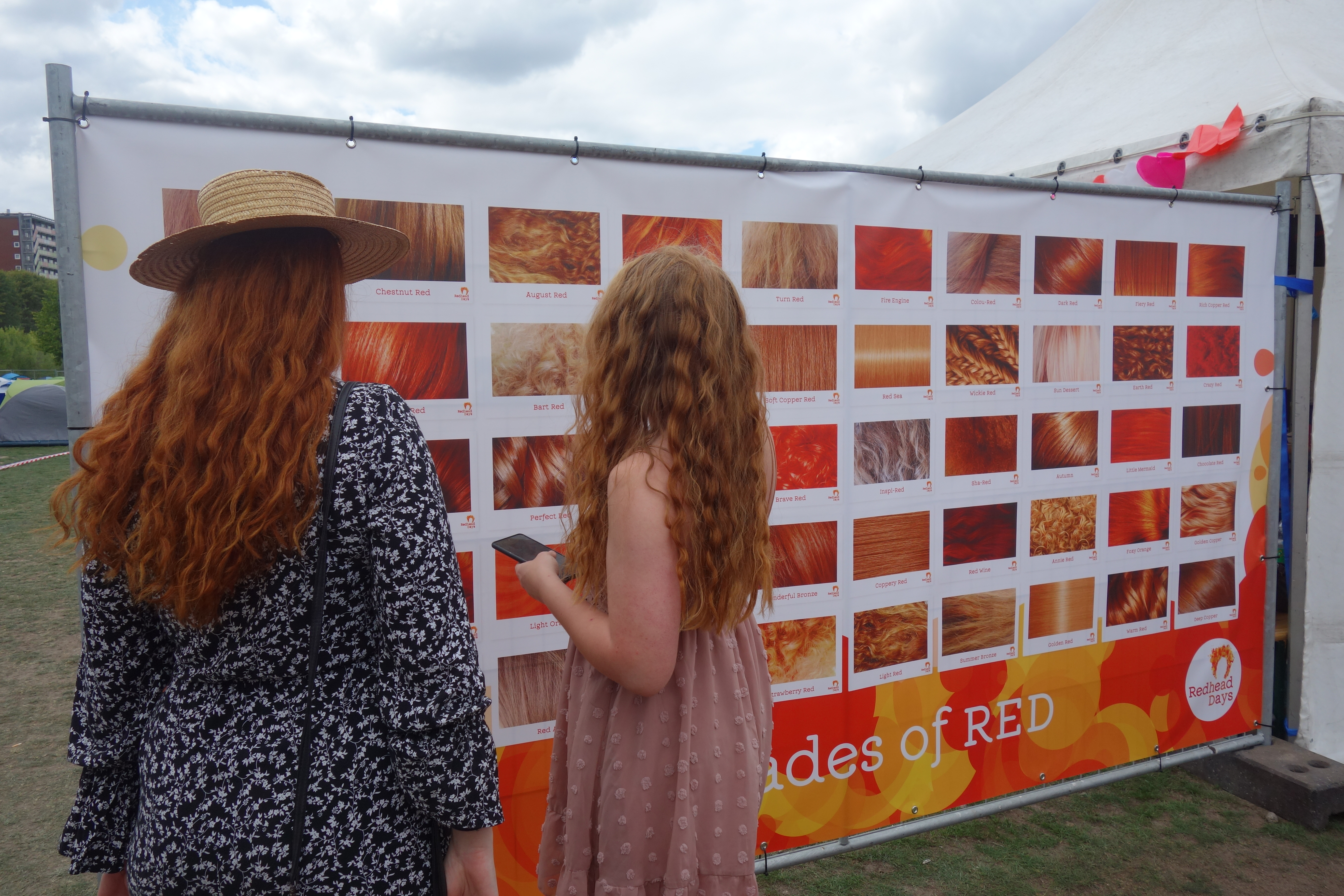
Kleurvergelijking (Tilburg, 2022)

In 2022 werd het festival van 26 tot en met 28 augustus gevierd in Tilburg. Dit was de officiële 15e editie, een jubileum. Er waren meer dan 50 activiteiten (tandemritten door Tilburg, pub crawl, schilderactiviteiten) en een extra grote festivalcamping, in samenwerking met Stadscamping Tilburg.

## 2023

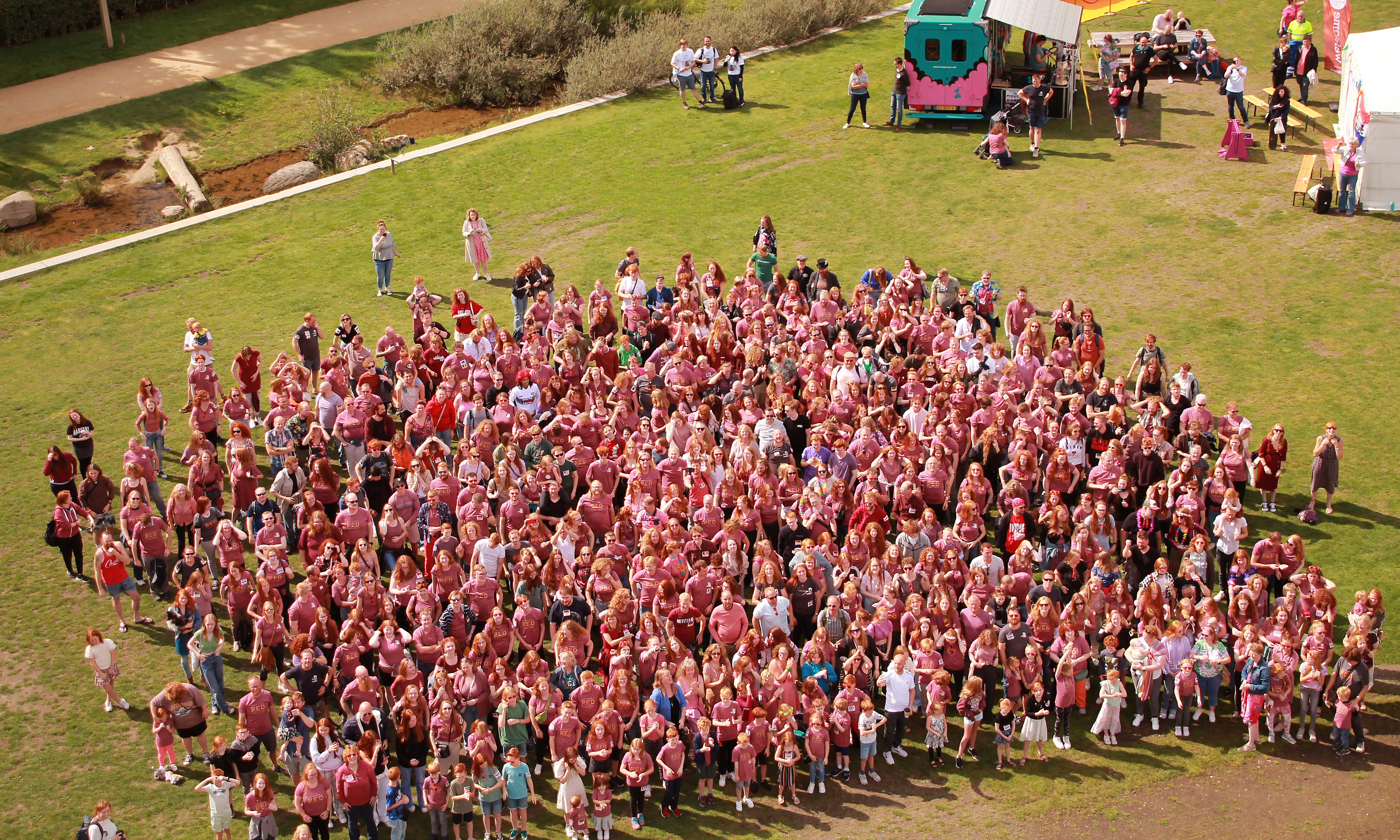
Groepsfoto (Tilburg 2023)

In 2023 werd het festival gehouden in het Spoorpark in samenwerking met Stadscamping Tilburg. Na het jubileum van vorig jaar was het doel om het te overtreffen. Niet alleen waren er meer activiteiten (o.a. lach yoga, workshop portret tekenen, danslessen). Maar ook optredens van GINGE, een roodharige Nederlandse zangers en Jackie T, een wereldberoemde trompettiste. Dat Redhead Days ver en wijd bekend is, blijkt uit het bezoek van Peet Montzingo. Peet is vooral bekend van zijn filmpjes met zijn familie op Youtube en Tiktok. Hij komt uit een familie waar iedereen dwerggroei hebben, behalve hijzelf. Daarnaast is hij ook de enige van de familie met rood haar. 